# St. Margaretha (Meiling)

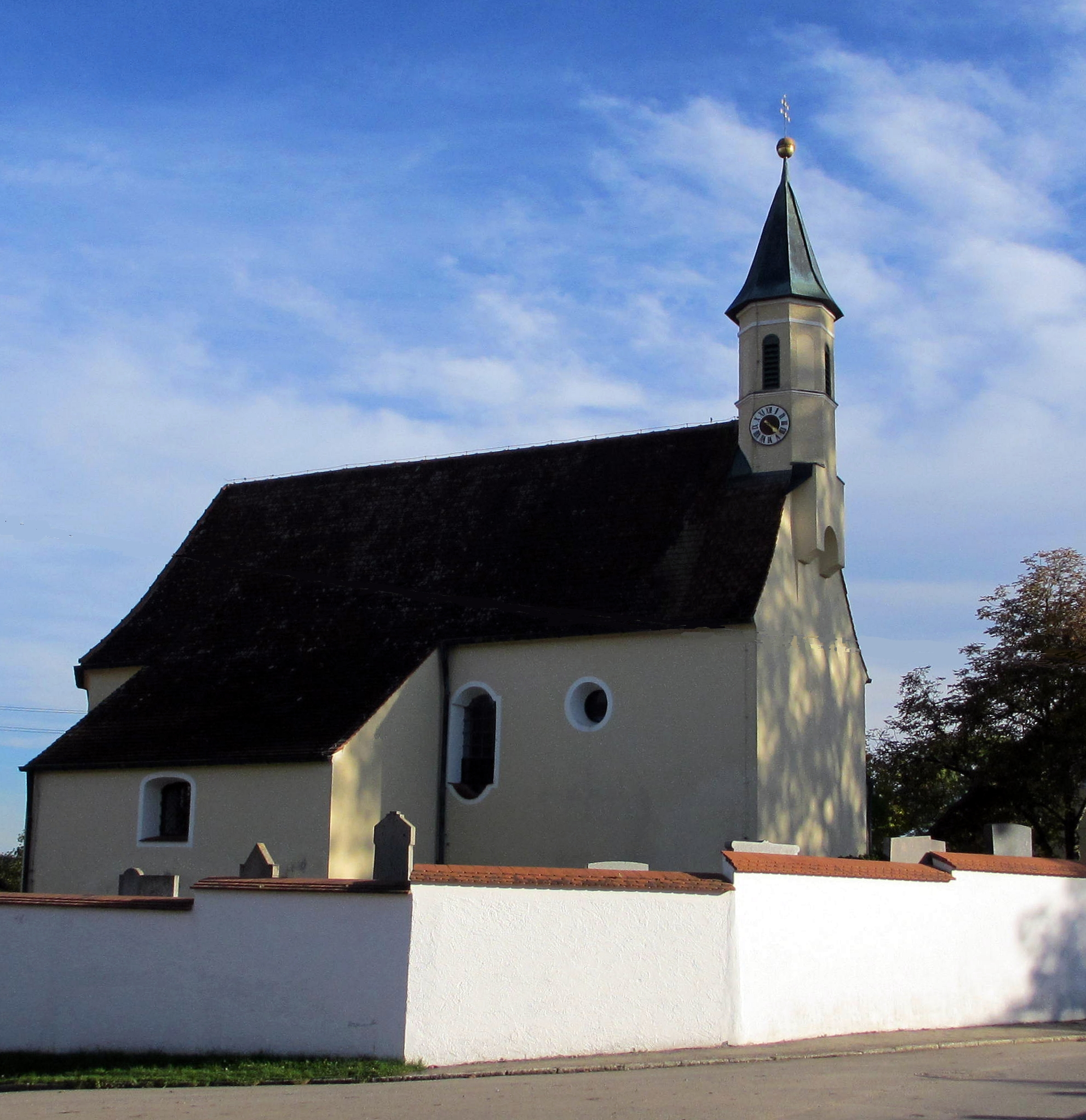
St. Margaretha in Meiling

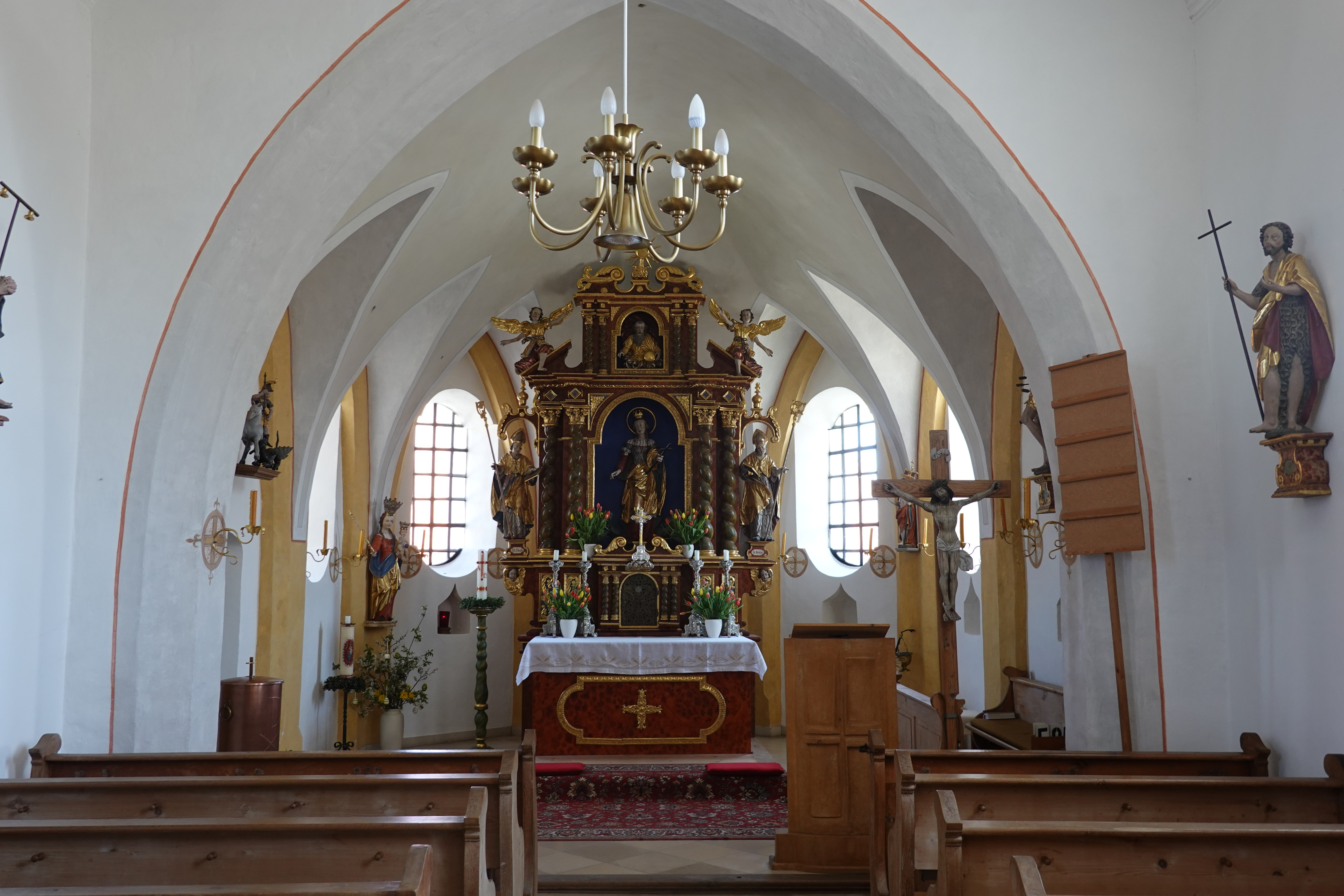
Innenansicht

Die römisch-katholische Filialkirche St. Margaretha steht in Meiling, einem Gemeindeteil von Seefeld im oberbayerischen Landkreis Starnberg. Die Kirche steht unter Denkmalschutz und ist in der Liste der Baudenkmäler in Seefeld (Oberbayern) unter der Nr. D-1-88-132-20 eingetragen. Sie gehört zum Dekanat Starnberg im Bistum Augsburg.

## Beschreibung
Die im Kern spätgotische Saalkirche wurde Ende des 17. Jahrhunderts barock umgestaltet. Sie besteht aus dem Langhaus, dem eingezogenen, dreiseitig geschlossenen Chor im Osten und der Sakristei an der Nordwand des Chors. Dem Giebel der Fassade im Westen wurde 1891 ein achteckiger, mit einem spitzen Helm bedeckter Giebelreiter aufgesetzt, der die Turmuhr und den Glockenstuhl enthält.
Der Innenraum ist mit einem Tonnengewölbe überspannt. Vor dem Altar im Chor, der von den Skulpturen des Ulrich von Augsburg und des Benno von Meißen flankiert wird, steht eine Statue der Margareta von Antiochia. Die Kanzel und ihr Schalldeckel wurde um 1690 von Lorenz Luidl gebaut. Auf der Empore, deren Brüstung mit den Aposteln bemalt ist, steht eine Orgel.